# SNX7
SNX7 (англ. Sorting nexin 7) – білок, який кодується однойменним геном, розташованим у людей на 1-й хромосомі. Довжина поліпептидного ланцюга білка становить 387 амінокислот, а молекулярна маса — 45 303.
| 10         |  | 20         |  | 30         |  | 40         |  | 50         |
| ---------- |  | ---------- |  | ---------- |  | ---------- |  | ---------- |
| MDMNSFSPMM |  | PTSPLSMINQ |  | IKFEDEPDLK |  | DLFITVDEPE |  | SHVTTIETFI |
| TYRIITKTSR |  | GEFDSSEFEV |  | RRRYQDFLWL |  | KGKLEEAHPT |  | LIIPPLPEKF |
| IVKGMVERFN |  | DDFIETRRKA |  | LHKFLNRIAD |  | HPTLTFNEDF |  | KIFLTAQAWE |
| LSSHKKQGPG |  | LLSRMGQTVR |  | AVASSMRGVK |  | NRPEEFMEMN |  | NFIELFSQKI |
| NLIDKISQRI |  | YKEEREYFDE |  | MKEYGPIHIL |  | WSASEEDLVD |  | TLKDVASCID |
| RCCKATEKRM |  | SGLSEALLPV |  | VHEYVLYSEM |  | LMGVMKRRDQ |  | IQAELDSKVE |
| VLTYKKADTD |  | LLPEEIGKLE |  | DKVECANNAL |  | KADWERWKQN |  | MQNDIKLAFT |
| DMAEENIHYY |  | EQCLATWESF |  | LTSQTNLHLE |  | EASEDKP    |  |            |

A: Аланін

C: Цистеїн

D: Аспарагінова кислота

E: Глутамінова кислота

F: Фенілаланін

G: Гліцин

H: Гістидин

I: Ізолейцин

K: Лізин

L: Лейцин

M: Метіонін

N: Аспарагін

P: Пролін

Q: Глутамін

R: Аргінін

S: Серин

T: Треонін

V: Валін

W: Триптофан

Задіяний у таких біологічних процесах, як транспорт, транспорт білків, альтернативний сплайсинг. 
Білок має сайт для зв'язування з ліпідами. 
Локалізований у мембрані, цитоплазматичних везикулах.